# Sithon
Sithon is een geslacht van vlinders van de familie van de Lycaenidae.

## Soorten
- S. discophora (Felder & Felder, 1862)
- S. fumatus Röber, 1887
- S. indra Moore, 1883
- S. kamorta (Felder, 1862)
- S. kiana Grose-Smith, 1889
- S. leonis Staudinger, 1888
- S. liris Staudinger, 1889
- S. lorquinii (Felder & Felder, 1865)
- S. mamertina (Hewitson, 1869)
- S. maneia (Hewitson, 1863)
- S. mariaba (Hewitson, 1869)
- S. mavortia (Hewitson, 1869)
- S. meduaua (Hewitson, 1869)
- S. megistia (Hewitson, 1869)
- S. micea (Hewitson, 1869)
- S. naenia (Hewitson, 1863)
- S. namusa (Hewitson, 1863)
- S. nedymond (Cramer, 1782)

- S. paluana Staudinger, 1889
- S. pallida Druce, 1873
- S. peregrinus Staudinger, 1889
- S. ravata (Moore, 1865)
- S. scaeva (Hewitson, 1863)
- S. tenuga Grose-Smith, 1889
- S. thaliarchus Staudinger, 1888
- S. tharis (Hübner, 1837)
- S. tibullus Staudinger, 1888
- S. tricolor Staudinger, 1891
- S. usira (Felder & Felder, 1865)
- S. valida Druce, 1873
- S. westermanni (Felder & Felder, 1865)